# 腓特烈斯费尔德中央公墓

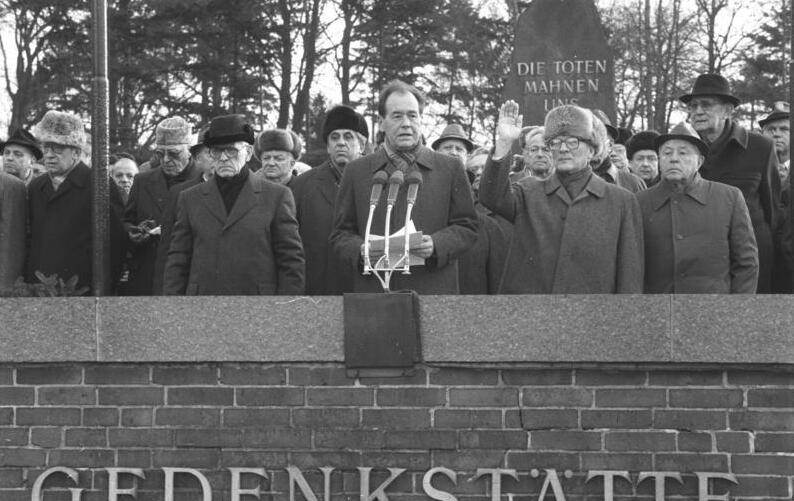
民主德国每年都在此墓园举行纪念活动。图为德国统一社会党总书记埃里希·昂纳克和国家安全部部长埃里希·梅尔克等人。

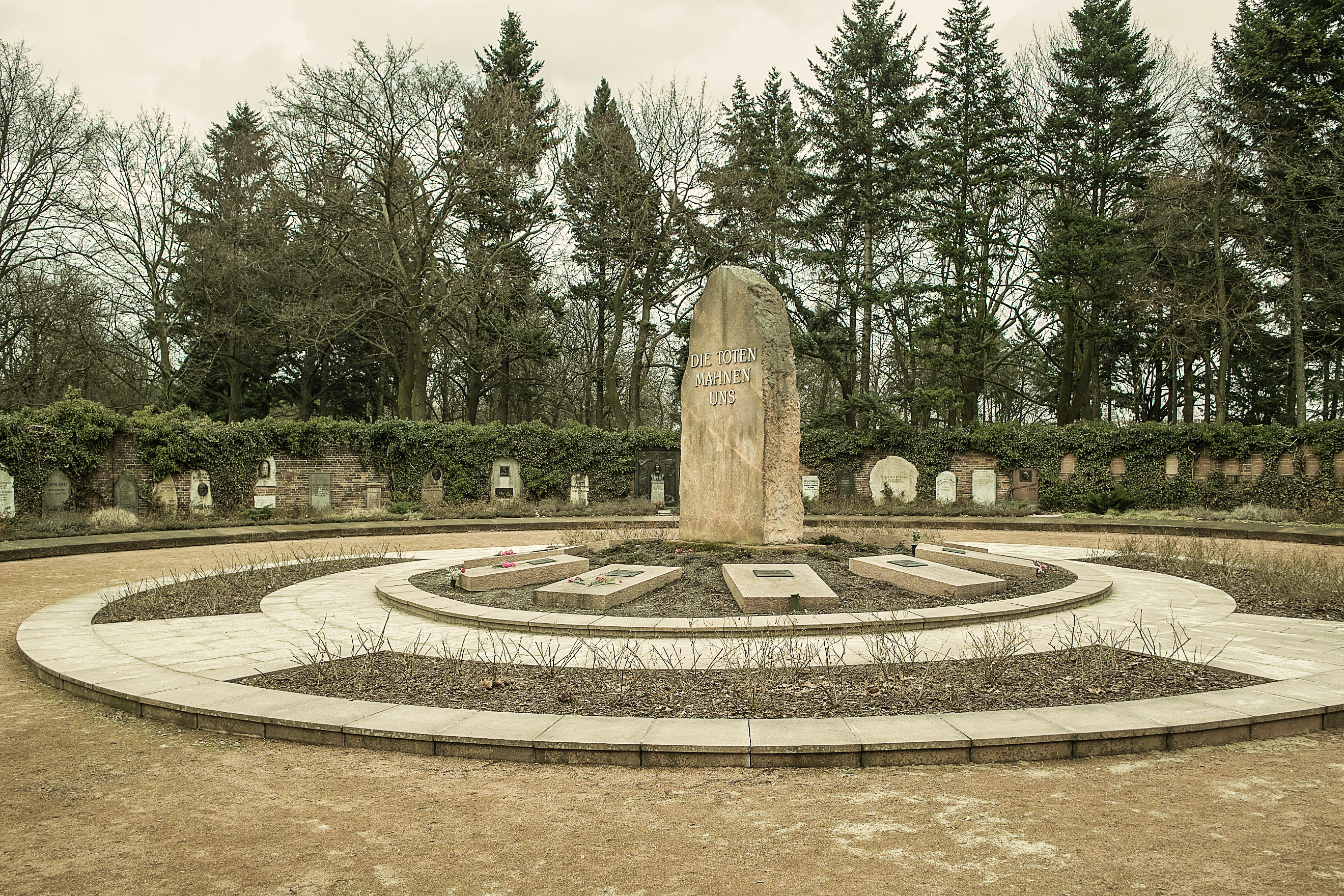
社會主義者紀念地

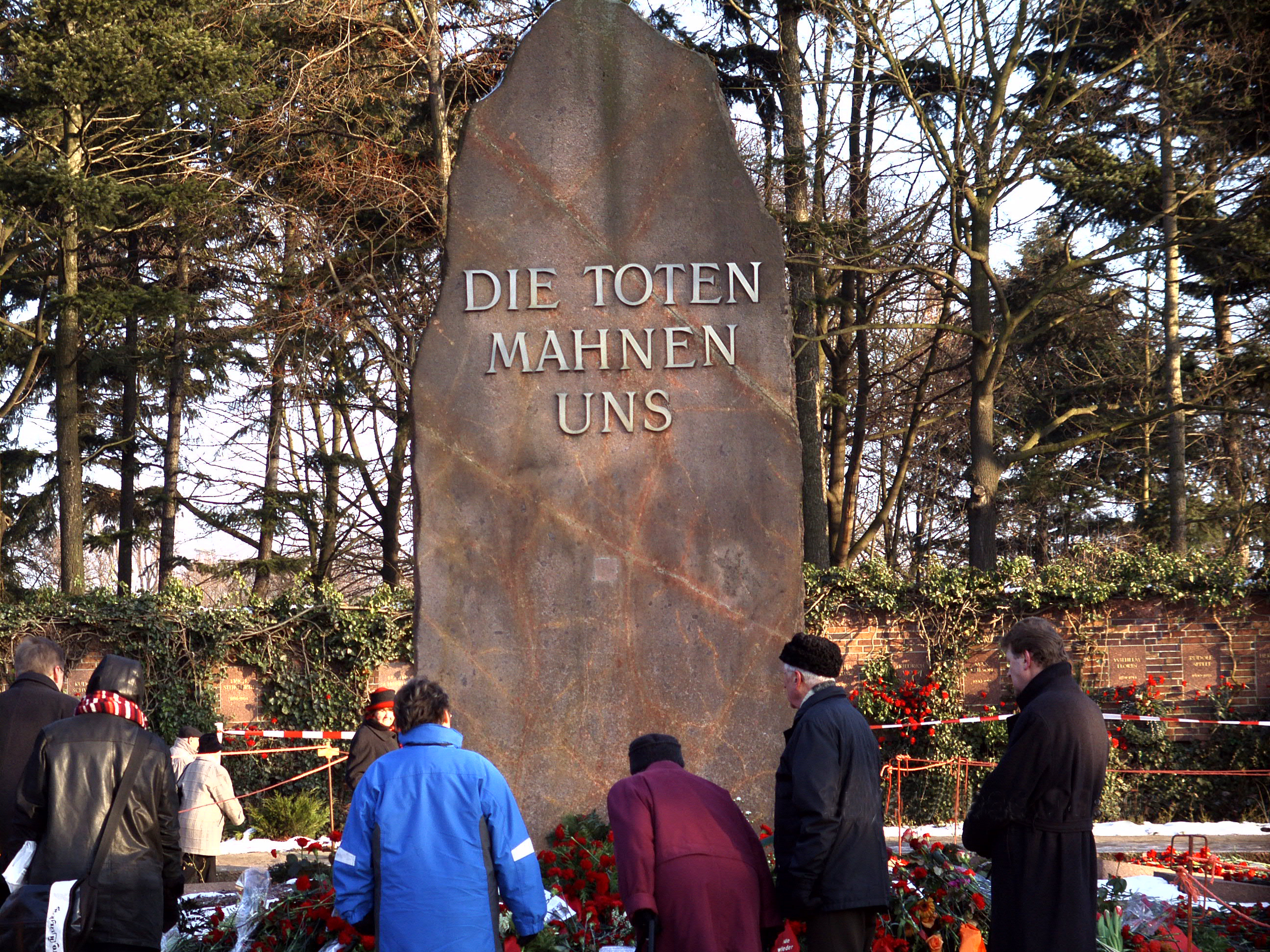
社會主義者紀念地中央的板岩纪念碑，上面镌刻“亡者警醒我们”字样。

腓特烈斯费尔德中央公墓（德語：Zentralfriedhof Friedrichsfelde）是位于德国柏林市利希滕贝格区的下属区腓特烈斯费尔德的一座墓园。公墓中有社会主义者纪念地。

## 历史
这座墓园建于1881年，当时名为柏林腓特烈斯费尔德市立墓园（Berliner Gemeindefriedhof Friedrichsfelde）。1900年，德国社会民主党的创始人威廉·李卜克内西安葬于此。因此，在此后的几年间，许多德国的反法西斯主义者、社会民主党人、社会党人和共产党人都被安葬于此。1919年，德国共产党的创始人卡尔·李卜克内西和罗莎·卢森堡以及其後被處死的恩斯特·台尔曼也被下葬于腓特烈斯费尔德中央公墓。纳粹德国在第二次世界大战中战败后，盟军分割占领柏林，位于东柏林的此墓园被划入民主德国境内。此后，民主德国的许多领导人死后也被葬于此墓园，其中包括民主德国首位党总书记瓦尔特·乌布里希和民主德国首任总统威廉·皮克。该墓园已被列入文化遗产管理计划